# 高山短翅蝗莺
，为鶲科短翅莺属的鸟类。分布于不丹，印度东北部，老挝，缅甸，泰国，越南，菲律宾以及中国南部。该物种的模式产地在菲律宾。

## 特征
高山短翅蝗莺体重约11.3克，翼长约53.5毫米，嘴峰长约13.6毫米，喙宽度约3.1毫米，喙厚度约3.2毫米，跗蹠长约21.8毫米，尾长约62.5毫米。高山短翅蝗莺在其分布区内为留鸟，其栖息在开放的草原环境中，食性为肉食性，主要食物来源是陆生无脊椎动物。

## 分布
北吕宋岛的山峰（菲律宾北部）。